# Heinz Schellerer
Heinz Schellerer (* 26. März 1934 in München; † 2. Februar 2000 ebendort) war ein deutscher Jazzmusiker (Klarinette, Alt- und Tenorsaxophon, auch Flöte).

## Leben und Wirken
Schellerer gehörte seit 1953 zur ersten Schwabinger Dixieland-Band, den Occam-Street Footwarmers. Mit dieser Band trat er 1955 wöchentlich im AFN in der Sendung Strictly from Dixie auf und nahm im selben Jahr erfolgreich am Amateur-Jazz-Festival in Düsseldorf teil; die Band kam beim Wettbewerb auf den dritten Platz, er selbst wurde als erster Preisträger ausgezeichnet. 1957 wechselte er nach Düsseldorf zu The Feetwarmers, mit denen er mehrere Aufnahmen veröffentlichte, und tourte 1958 deutschlandweit mit ihnen und Wild Bill Davison. Anlässlich des Amateur-Jazz-Festivals 1957 entstanden Aufnahmen mit einer All-Star-Besetzung, die bei Telefunken erschienen.
Schellerer arbeitete dann ein Jahr lang in Schweden, bevor er wieder Teil der Münchner Jazzszene wurde. Er leitete ein eigenes Quartett bzw. Sextett, das Mainstream Jazz spielte, und arbeitete mit Joe Haider und Joe Kienemann. Mit seinem Sextett, das auch mit Albert Mangelsdorff und mit Hans Koller auftrat, erschien 1959 bei Telefunken die EP Soft Winds à la Schwabing. Mit den Europäischen Dixieland All Stars tourte er 1964 und wirkte beim Alpenländischen Jazz Festival in Innsbruck mit. Er ist auch auf Aufnahmen mit den Oberland Street Paraders und mit den Cine-Singers um Ulrich Schamoni zu hören. Aus gesundheitlichen Gründen musste er später den Musikerberuf aufgeben und arbeitete zuletzt in einem Verlag.

## Lexikalischer Eintrag
- Jürgen Wölfer: Jazz in Deutschland. Das Lexikon. Alle Musiker und Plattenfirmen von 1920 bis heute. Hannibal Verlag, St. Höfen 2008